# Isognathus silenus
Isognathus silenus är en fjärilsart som beskrevs av Augustus Radcliffe Grote och Robinson 1868. Isognathus silenus ingår i släktet Isognathus och familjen svärmare. Inga underarter finns listade i Catalogue of Life.